# Arne Vinje Gunnerud
Arne Johan Vinje Gunnerud (ur. 11 sierpnia 1930 w Oslo, zm. 25 kwietnia 2007 w Arendal) – norweski rzeźbiarz.

## Życiorys
Studiował pod kierunkiem Pera Palle Storma w Akademii Sztuk Pięknych w Oslo (norw. Statens Kunstakademi) w latach 1951–1954. Od wczesnych lat 70. mieszkał w Arendal. Artysta był zainspirowany mitologią nordycką, sztuką średniowieczną, afrykańską i marynistyką. Rzeźbił w brązie, kamieniu i drewnie. Miał ponad 35 indywidualnych wystaw w Norwegii, Brazylii, Włoszech i na Łotwie. Uczestniczył w wielu zbiorowych wystawach m.in. we Francji, Norwegii, Włoszech, Niemczech, USA, Portugalii, Polsce, Belgii i Wielkiej Brytanii. 
Obywatel Honorowy miasta Bollate we Włoszech. W 2001 roku został Kawalerem I Klasy Orderu Świętego Olafa.

## Niektóre dzieła
- w 2015 roku, wdowa po artyście, Kirsten Vinje Gunnerud przekazała ponad 50 jego prac urzędowi Aust-Agder fylkeskommune. Zbiór ten znajduje się w muzeum Kuben w Arendal (stała wystawa)[2]
- Skolemusikken, St. Hanshaugen, Oslo (1970)
- Livets tre, Arendal gravkapell, Arendal (1975)[3][4]
- Pax, przy Lindesnes (1997)
- Bacalhaujagt, Lizbona (1996)
- Fenrisulven vil bryte seg løs, Tokio (1980)
- Vettløyse Tor og Midgardsormen, Tveita, Oslo (1980)
- Kong Christian IV, Kristiansand (1980)
- Seilende havfrue med flagg og vimpler, Kanalplassen, Arendal (1980)
- Yggdrasil, Riksarkivet, Oslo (1981)
- Marine, Arendal (1983)
- Soltreet, Domkirkeplassen, Stavanger (1984)
- Fisker og havfrue, Arendal (1986)